# Domenico Beccafumi
Domenico Giacomo Di Pace Beccafumi, més conegut com a Domenico Beccafumi (Monteaperti o Valdibiena, Asciano, província de Siena, 1486 — Siena, 18 de maig del 1551) va ser un pintor, escultor i versàtil gravador italià, destacat representant del primer manierisme, un dels més cèlebres de l'anomenada Escola de Siena. També va ser conegut com Il Mecherino i Mecucio.

## Vida i obra
Son pare, Giacomo di Pace, era un pagès al servei d'un tal Lorenzo Beccafumi. Aquest senyor feudal, en adonar-se de les capacitats del precoç Domenico, va actuar-hi com a mecenes, amb l'objectiu que el jove li proveïra d'obres d'art. Va ser així com Domenico di Pace va ser enviat a estudiar pintura a la ciutat de Siena, on va rebre el malnom de «Il Mecherino», perquè un dels seus mestres va ser el pintor Giovanni Mecheri.
En aquesta primera etapa dels seus estudis, va rebre la influència de Signorelli, Pinturicchio i Perugino, i també de la pintura florentina coetània, la qual tenia com a principals exponents Fra Bartolomeo, Mariotto Albertinelli i, sobretot, Piero di Cosimo.
Entre 1508 i 1509, Beccafumi va visitar per primera vegada Roma amb la finalitat de perfeccionar-hi els seus estudis. En aquell primer viatge, adquirí el gust pel luminisme leonardesc, que Giovanni Antonio Bazzi (Il Sodoma) ja havia introduït a Siena. L'any 1512, va tornar a Siena, on aconseguí bons contractes i una fama que només era superada per la de l'esmentat Sodoma.
La seua primera obra important va ser el Tríptic de la Trinitat, a l'hospital de Santa Maria della Scala. D'aquest primer període, són Els estigmes de santa Caterina (1514-15), Sant Pau a la càtedra (1516-1517, al Museu dell'Opera del Duomo (Siena) i els frisos realitzats en companyia de Il Sodoma i Pacchia per a l'oratori de l'església de Sant Bernat (1518).
L'any 1519, va fer el seu segon i últim viatge a Roma, on aprofundí en l'estudi dels clàssics conservats al Vaticà. Hi va poder estudiar amb detall la Capella Sixtina, la qual va apreciar molt i que li inspirà pregonament en la seua segona etapa, més resoludament manierista.
En la seua segona etapa, realitzà les obres que van establir la seua fama: les pintures al Palazzo Pubblico de Siena, els frescos anomenats Al·legoria de la Justícia i Decapitació de Cassi a la Sala Consistorial. Això no obstant, uns dels treballs pels quals Beccafumi resulta més conegut són els 35 mosaics del paviment de la catedral de Siena, fets entre 1517 i 1546. Per a la realització d'aquest paviment, van ser convocats durant gairebé dos segles els millors artistes italians, i Beccafumi hi fou el més destacat. Al paviment, es pot observar com Beccafumi fa innovacions tècniques, per exemple en les figuracions dedicades a Elies, Moisès, Ajab i Melquisedec.
Altres de les seues grans obres són el tondo de La Sagrada Família (Palau Pitti de Florència), el retaule i els frescos del Palau Comunal de Siena, el Tríptic de la Trinitat, La Nativitat de La Mare de Déu, El descens al limbe i Sant Miquel Arcàngel (totes actualment a la Pinacoteca Nacional de Siena), Tanaquilla (National Gallery de Londres) i Sant Bernardí de Siena resant (Louvre).
La merescuda fama adquirida per Beccafumi va fer que Carles I d'Anglaterra enviara, sense èxit, emissaris per a adquirir els cartons amb els esbossos del paviment de la catedral de Siena; en l'actualitat, alguns d'aquests esbossos es troben a l'Institut d'Art de Siena.
Per a la visita que Carles V va fer a Siena, Beccafumi va construir un gran arc triomfal i un cavall mecànic.
Les seues últimes obres importants són escultures de bronze, per exemple els angelets realitzats cap al 1548, que exornen les columnes pròximes a l'altar major del catedral de Siena.
Com a genuí manierista, Beccafumi va aprofitar els efectes de la llum i les subtils deformacions o les expressions absortes per a transmetre un fort dramatisme. Així, va dissenyar i pintar figuracions quasi etèries, espectrals, involucrades en escenaris fantàstics; per exemple, en el seu quadre Santa Clara resol la perspectiva en diversos plans. Per tot això, pot semblar un surrealista avant-la-lettre.
El manierisme de Beccafumi en les seues representacions d'El Judici Final no ofereix «esperances», fet en què coincideix amb les més tardanes Presons de Piranesi. En l'obra de Beccafumi, ja no hi ha aquell sentit de l'heroïcitat que Miquel Àngel havia proporcionat al Renaixement.
Tot i que se'l considera el lligam entre Miquel Àngel i el tenebrisme de Caravaggio, Beccafumi és un dels primers a trencar amb la iconografia tradicional, i ho fa mitjançant un atrevit experimentalisme. A més de l'esmentat ús de jocs lumínics, empra colors que no es troben en la quotidianitat. Usa un característic color roig incandescent per a infondre pathos a les seues pintures, anomenat «roig Beccafumi».
Hi ha certes cridaneres similituds entre el caràcter i el tractament pictòric de Beccafumi amb el vuitcentista anglès William Blake.
El contacte amb diverses cultures li va permetre innovar, derivant vers una mena d'expressionisme molt personal. S'hi pot percebre un cert gust per allò insòlit, per exemple en l'ús de figures allargades, que ressalta amb les llums i ombres contrastades o —ben al contrari— difuminades, o amb tensions i impulsos que superen el vigor i rigor de Miguel Ángel. Així, Beccafumi aconsegueix expressions que revelen una profunda vida interior; i ho fa pintant amb molt de detall, tot i que sense l'extremat detallisme de Bronzino.
Així mateix, hi és evident la influència d'El Greco, cosa que es pot apreciar en la coloració i els plecs de les robes o en les expressions dels ulls. D'altra banda, criden l'atenció les seues peculiars representacions de rostres femenins, característicament delicats, subtils, gràcils, que anuncien el posterior barroc, tot i que sense les seues llangors i superfluïtats.

## Galeria d'obres

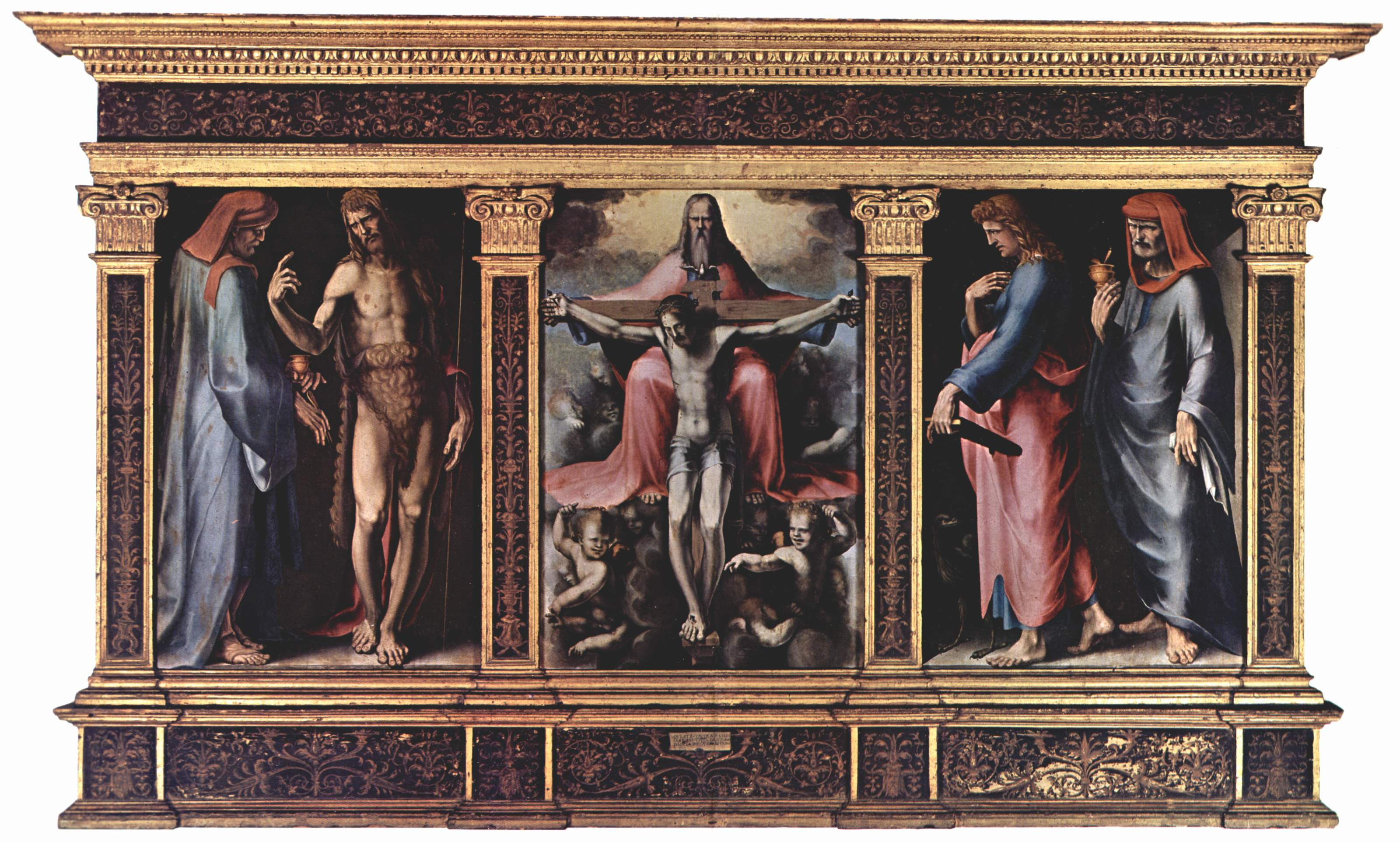
Tríptic de la Trinitat (Pinacoteca de Siena)
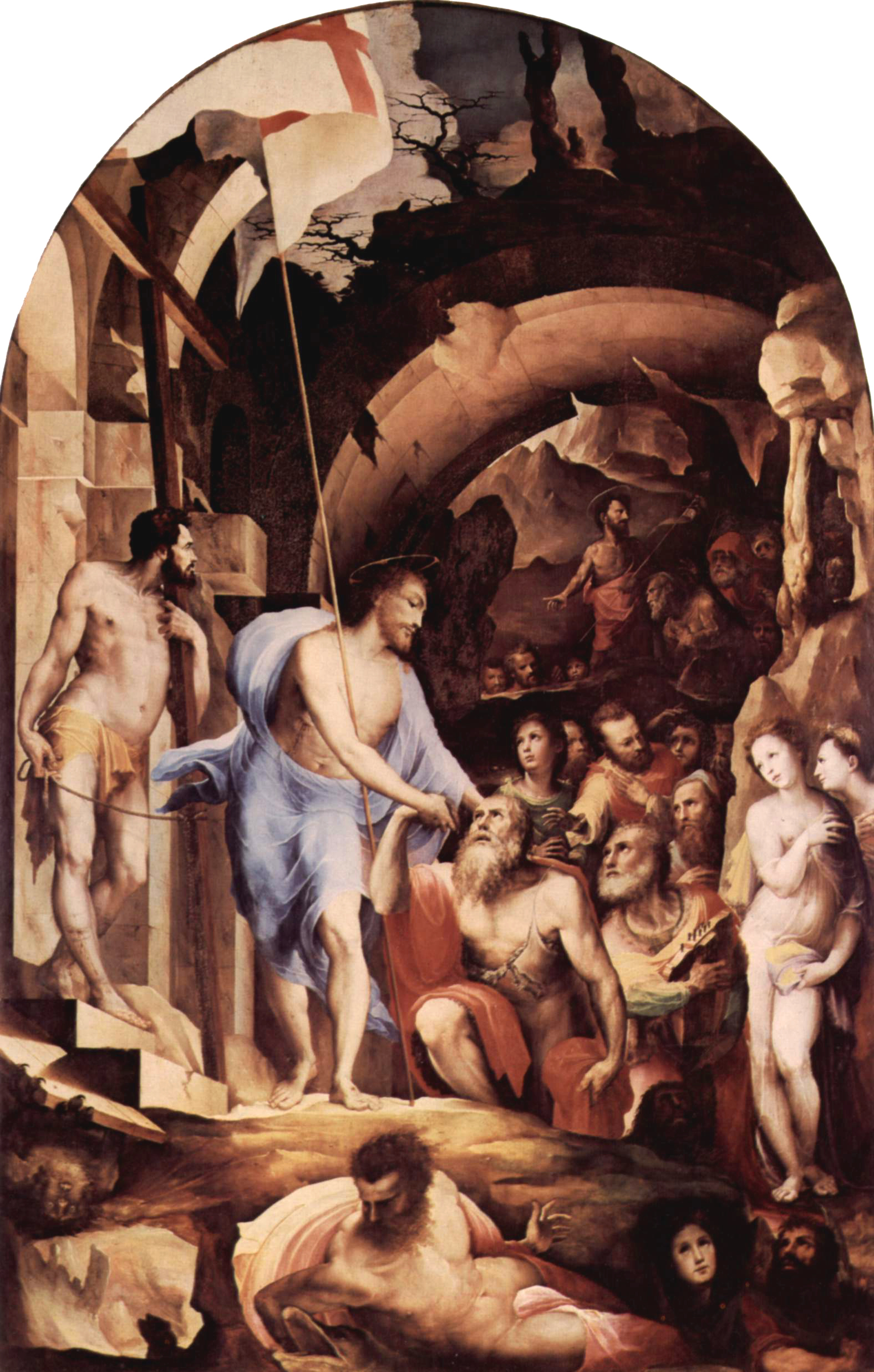
Descens de Crist al limbe (Pinacoteca de Siena)
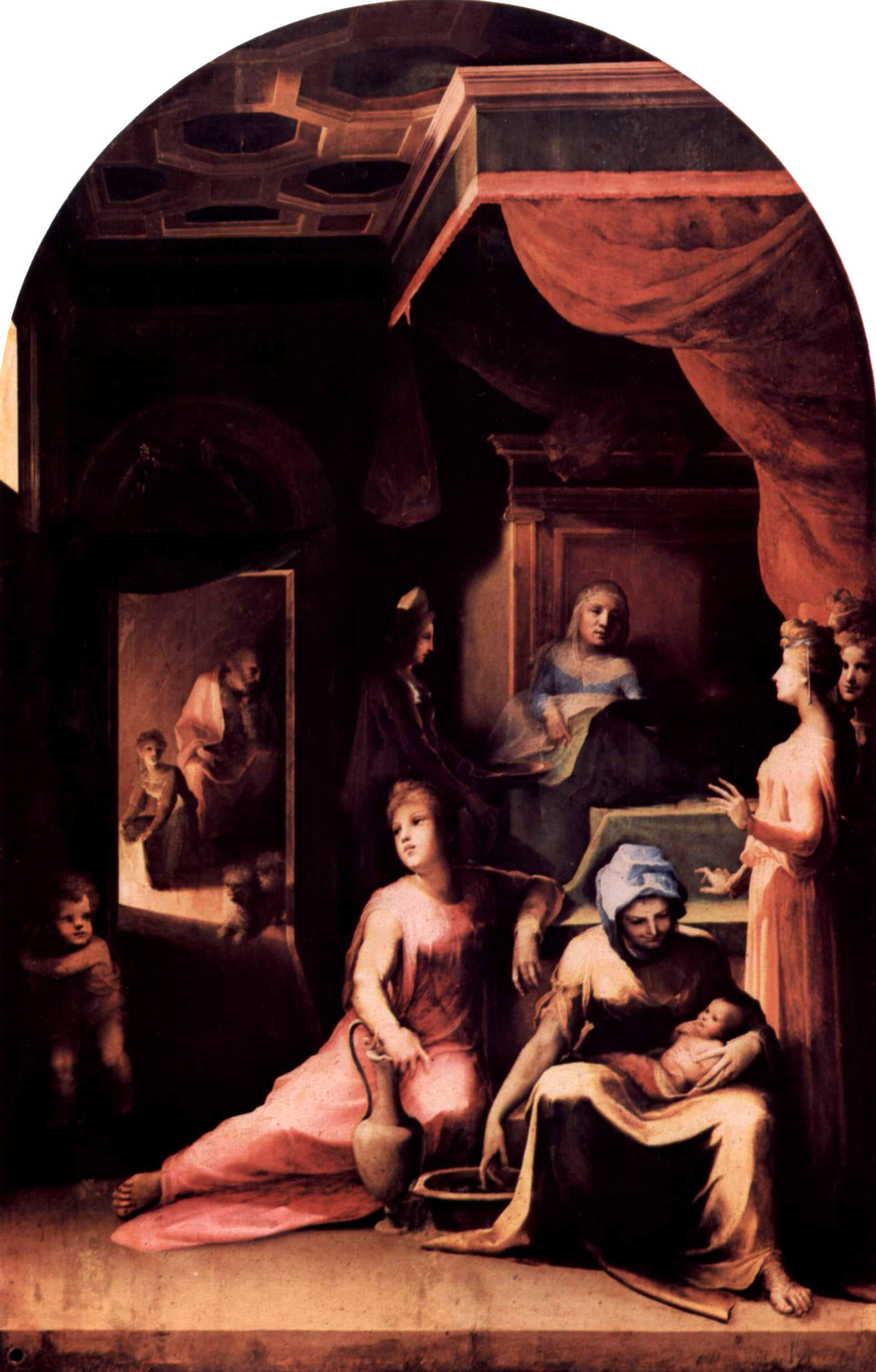
L'Anunciació (Pinacoteca de Siena)
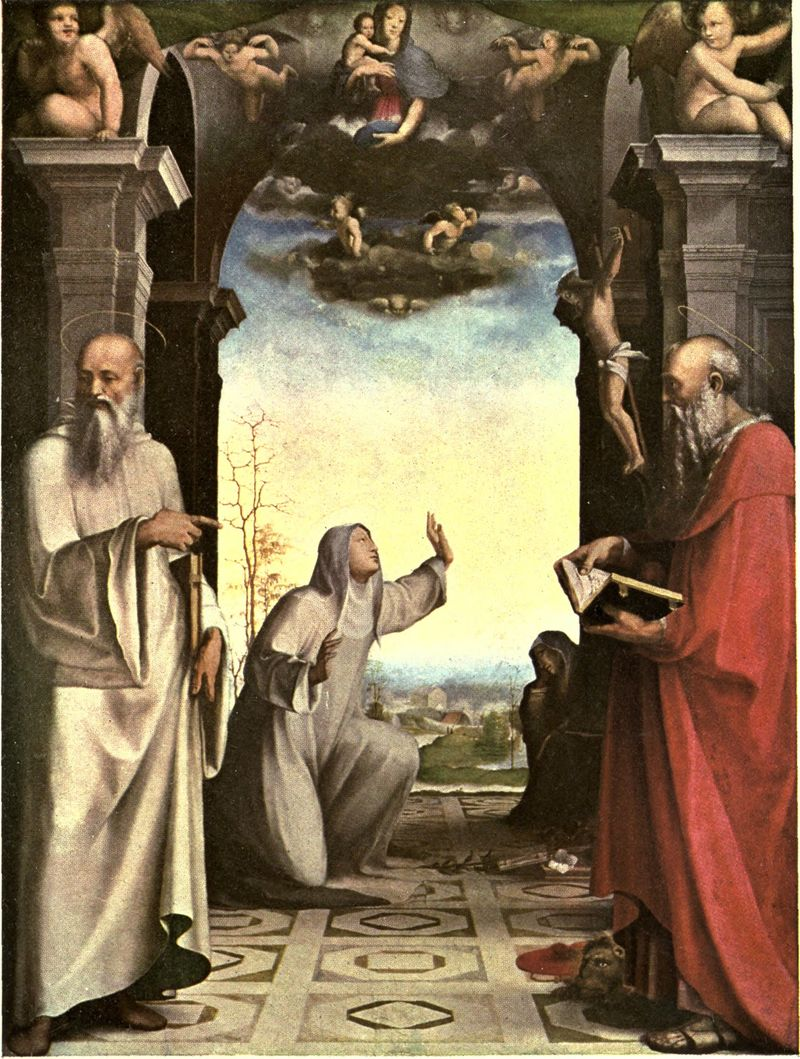
Santa Caterina entre sant Benet i sant Jeroni (Pinacoteca de Siena)
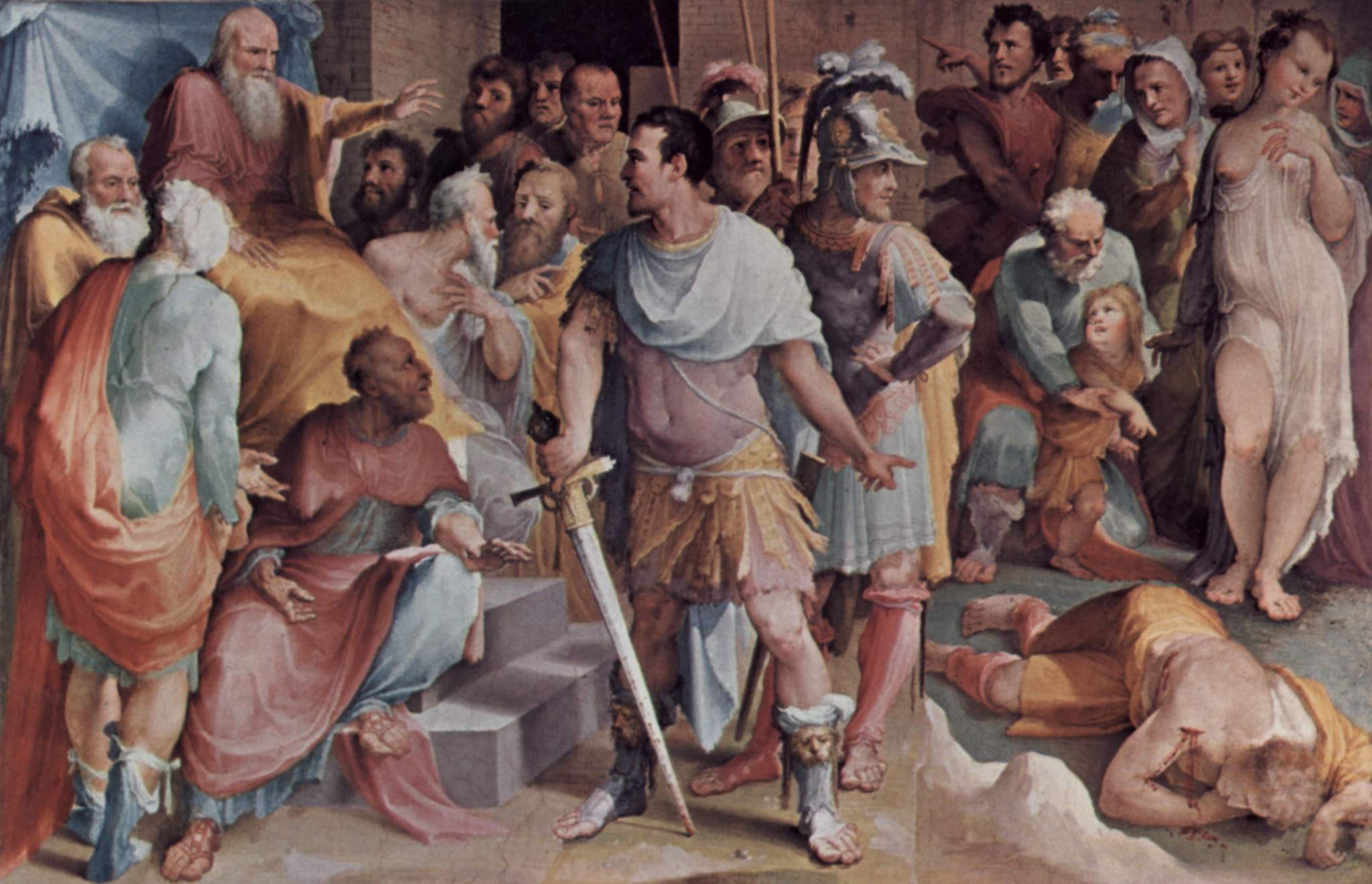
Al·legoria (mural del Palazzo Pubblico de Siena)
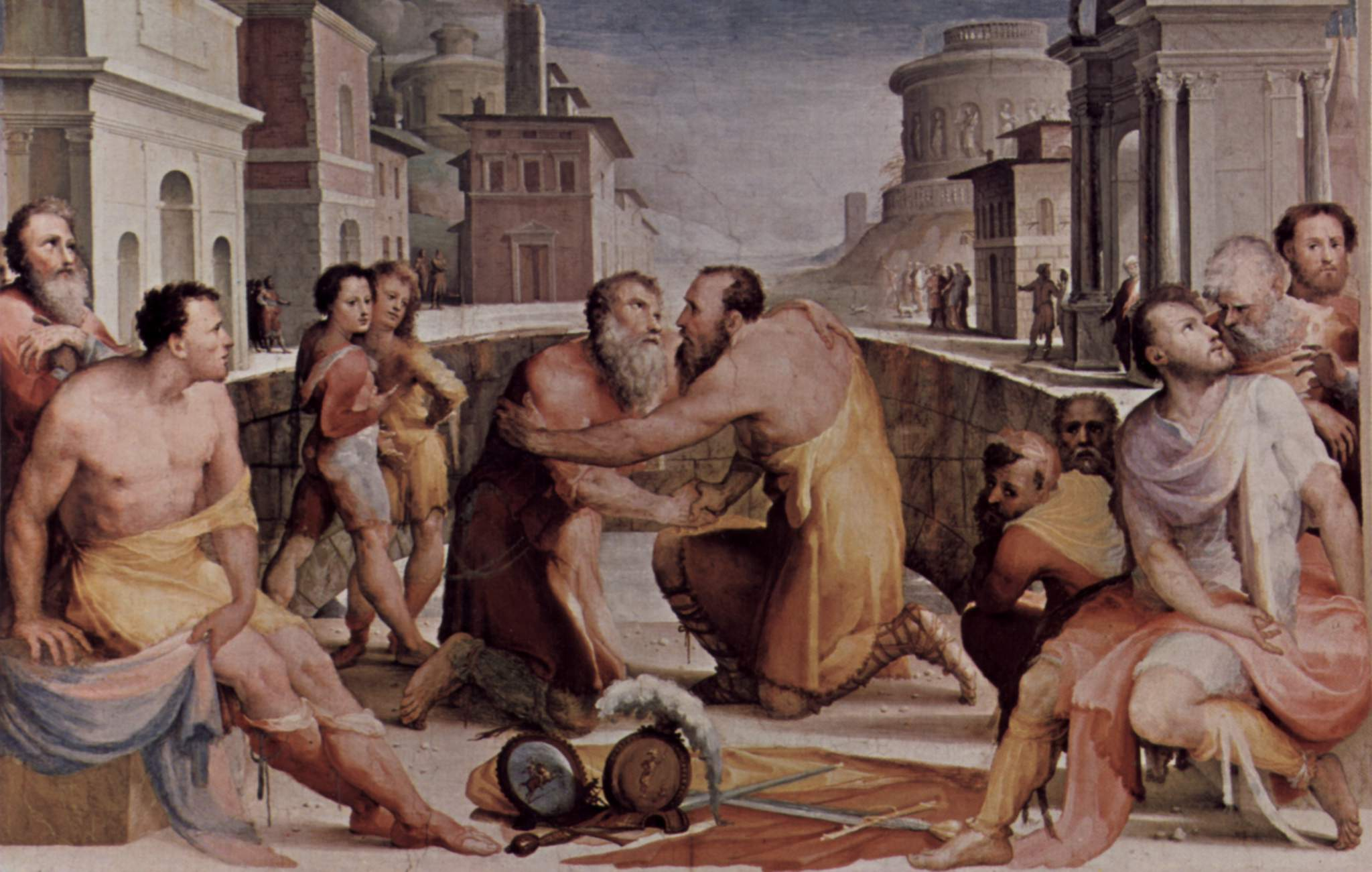
Al·legoria (mural del Palazzo Pubblico de Siena)
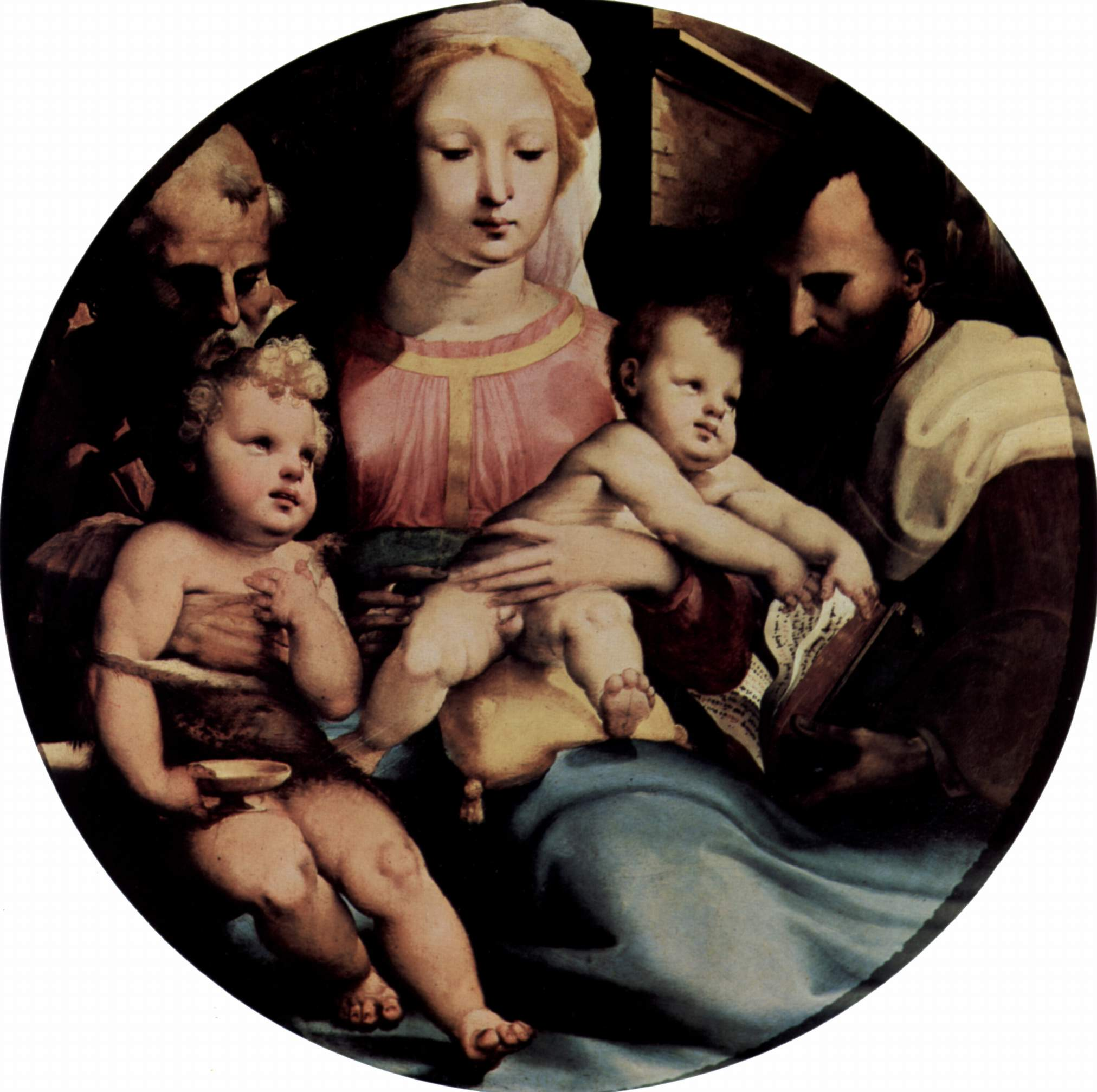
Sagrada Família (Museu Horne de Florència)
L'Anunciació
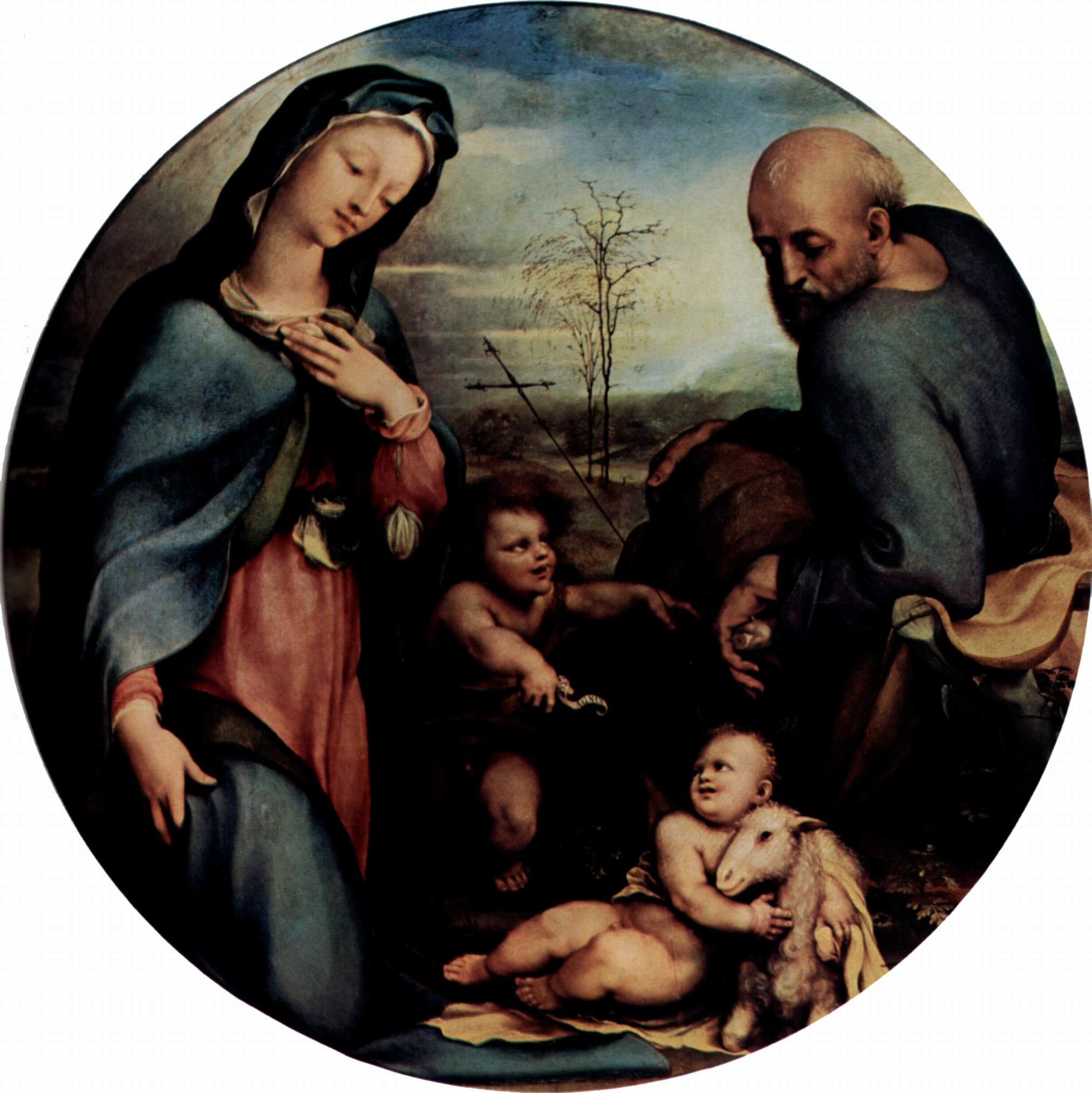
Sagrada Família (Alte Pinakothek de Múnic)
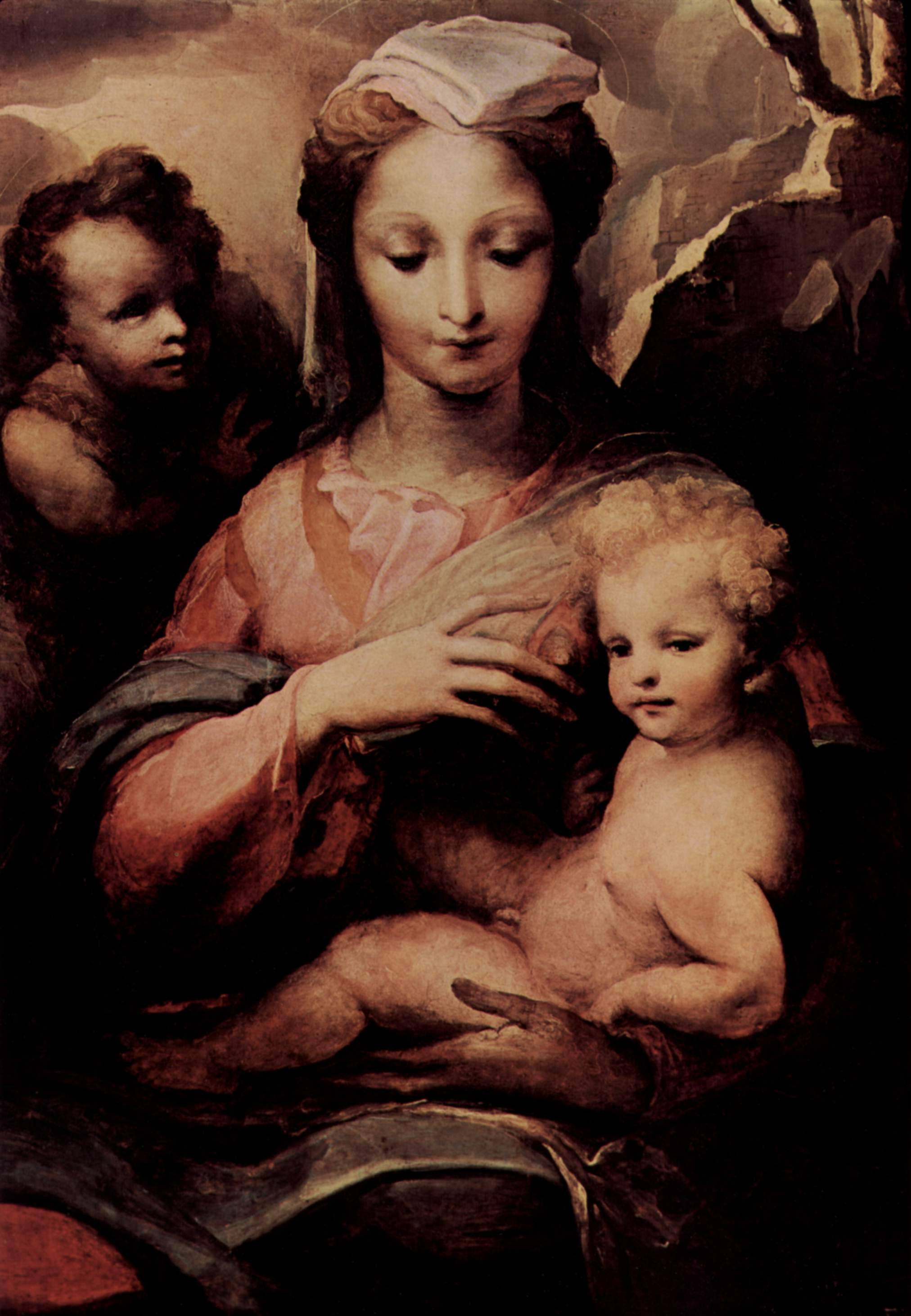
La Mare de Déu amb l'Infant (Galeria Nacional d'Art Antiga, Palau Barberini, Roma)